# Jan Sienieński (kasztelan małogoski)
Jan Sienieński (Oleski), Jan z Sienna i Oleska herbu  Dębno (zm. między 1510–1513) – kasztelan małogoski, podkomorzy sandomierski

## Rodzina
Był jednym z pięciu synów Jana z Sienna i Oleska herbu  Dębno i Barbary Wątróbki, córki Klemensa ze Strzelec zwanego Wątróbką  herbu Oksza, wdowy po Janie Kmicie z Wiśnicza  zw. Tępym. Wraz ze swoimi braćmi używał nazwiska Oleski (od dóbr Olesko w woj. ruskim), odróżniając się w ten sposób od stryjecznych braci Sienieńskich z Gołogór w ziemi lwowskiej. Był bratankiem Jakuba z Sienna, arcybiskupa gnieźnieńskiego i  prymasa Polski. Z czterech braci Jana Sienieńskiego dwóch zostało duchownymi; Dobiesław (zm. po 1477) był kanonikiem gnieźnieńskim oraz dziekanem kieleckim i radomskim, a Zygmunt (zm. ok. 1500) był kanonikiem krakowskim i archidiakonem zawichojskim. Trzeci brat Paweł z Oleska, Sienna i Złoczowa (zm. przed 1498 był podkomorzym lwowskim, czwarty brat Piotr Sienieński, z Oleska (zm. między 1506–1510) nie sprawował żadnych urzędów.

### Wywód genealogiczny
| 4.                                  |  |                          |  |  |                   |
|                                     |  | 2. Jan z Sienna i Oleska |  |  |                   |
| 5.                                  |  |                          |  |  |                   |
|                                     |  |                          |  |  | 1. Jan Sienieński |
| 6. Klemens ze Strzelec zw. Wątróbka |  |                          |  |  |                   |
|                                     |  | 3. Barbara Wątróbka      |  |  |                   |
| 7. Elżbieta z Marchocic             |  |                          |  |  |                   |
|                                     |  |                          |  |  |                   |

## Kariera
- 1464 – wraz z bratem Dobiesławem i stryjem Andrzejem Sienieńskim podpisał akt konfederacji lwowsko-żydaczowskiej, wymierzonej przeciwko staroście ruskiemu Andrzejowi Odrowążowi ze Sprowy,
- często zasiada jako asesor w sądzie ziemskim, jest arbitrem zwaśnionych stron, wraz z matką Barbarą i braćmi porządkuje sprawy majątkowe w dobrach oleskich, w sporach z sąsiadami nie cofa się przed użyciem siły (np. w 1464 r. najechał Żuków Elżbiety Gołogórskiej, a w 1471 r. Podkamień Piotra Czajkowskiego),
- 1472 występuje kilkakrotnie z tytułem  strenuus, był zatem rycerzem pasowanym,
- 1475 – otrzymał od stryja, arcybiskupa gnieźnieńskiego Jakuba z Sienna urząd starosty arcybiskupiego klucza łowickiego (urząd ten pełnił jeszcze w roku 1478),
- po przejściu Andrzeja Tęczyńskiego z kasztelanii małogoskiej do sądeckiej zostaje kasztelanem małogoskim,
- 2 stycznia 1476 – pierwszy raz wymieniony jako kasztelan małogoski,
- 1493 – był na sejmie w Piotrkowie, towarzyszył królowi w Poznaniu, był poborcą czopowego w powiecie lwowskim,
- 1494 – po śmierci stryja Andrzeja Sienieńskiego objął podkomorstwo sandomierskie, uczestniczył w sejmie radomskim
- 1494–1506 – piastuje jednocześnie urzędy kasztelana małogoskiego i podkomorzego sandomierskiego,
- 1497 – otrzymuje od króla Jana Olbrachta wieś Świrz, jest też współwłaścicielem Złoczowa,
- 1498 – zostaje wyznaczony przez króla Jana Olbrachta na asesora sądu ziemskiego lwowskiego (obok Zbigniewa Tęczyńskiego i Pawła Koli),
- 1498–1499 – jest w ostrym konflikcie o dobra pomorzańskie ze swoimi stryjecznymi braćmi Janem i Wiktorynem,
- 1501 – był sygnatariuszem unii piotrkowsko-mielnickiej 1501 roku[2]
- jako komisarz króla bierze udział w rozgraniczeniach dóbr (m.in. w 1507 r. rozgraniczał dobra królewny Elżbiety od dóbr klasztoru tynieckiego),

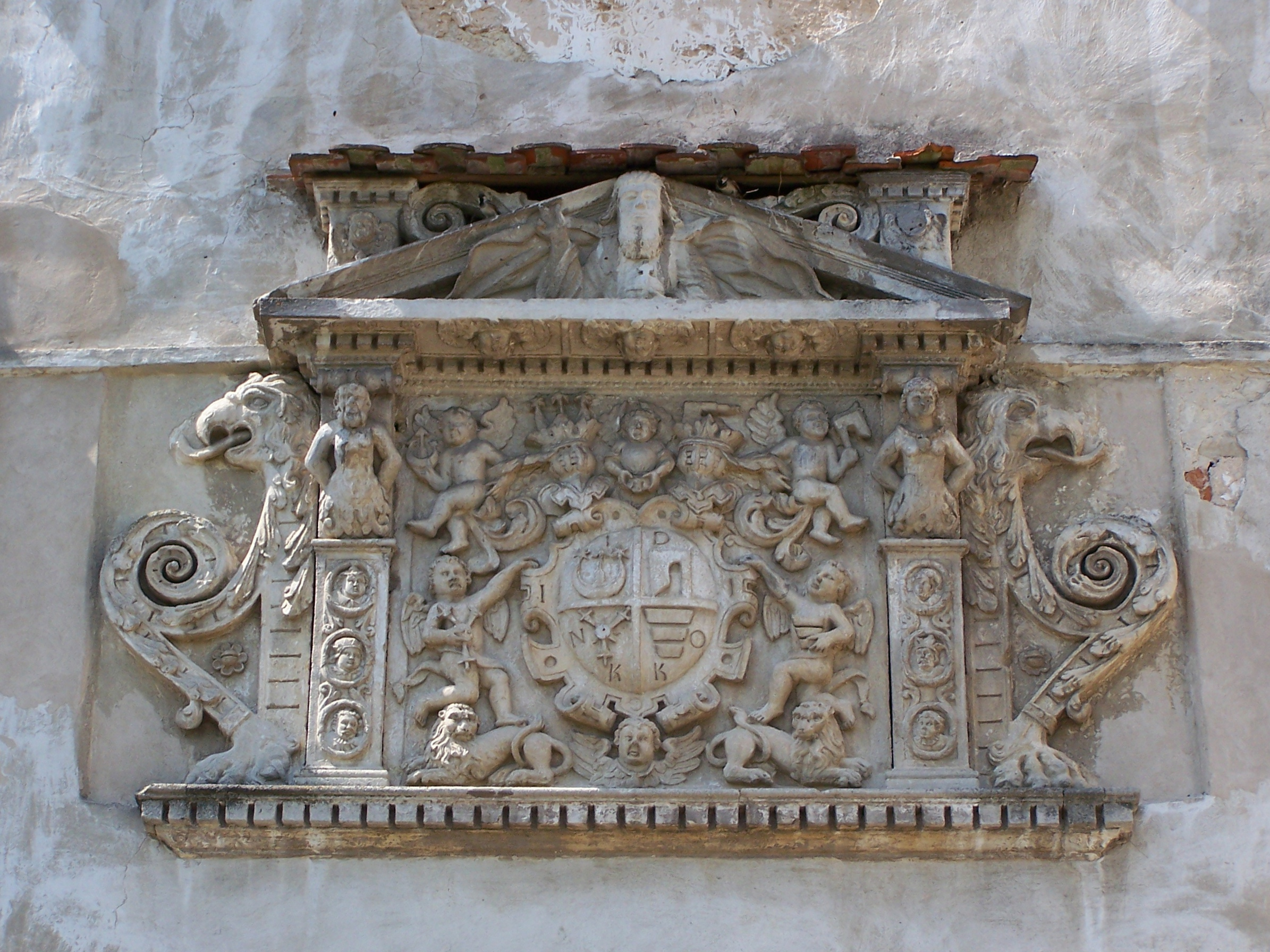
kartusz herbowy na Zamku w Olesku

- w marcu 1506 – rezygnuje z kasztelanii małogoskiej[3], zatrzymując sobie podkomorstwo sandomierskie,
- 1508 – podejmuje się odbudowy zniszczonych przez Tatarów dóbr oleskich[4]
- zmarł między rokiem 1510 a 1513.

Żoną Jana Sienieńskiego była Barbara z Chodcza (zm. po 1525). Nie mieli prawdopodobnie potomstwa gdyż dobra oleskie przeszły drogą wiana jego bratanic Anny i Jadwigi, w połowie do Herburtów, a w połowie do Kamienieckich.